# Brughagedis
De brughagedis of tuatara (Sphenodon punctatus) is een reptiel uit de orde Sphenodontia en de familie brughagedissen (Sphenodontidae).

## Naam en indeling
De wetenschappelijke naam van de soort werd voor het eerst voorgesteld door Gray in 1877. Oorspronkelijk werd de wetenschappelijke naam Hatteria punctata gebruikt. Lange tijd was er een tweede moderne soort; de brughagedis van North Brother Island. Deze wijkt zowel genetisch als wat betreft verspreidingsgebied af. Tegenwoordig wordt deze vorm echter als een aparte populatie van de brughagedis gezien en niet langer als een erkende soort.

## Uiterlijke kenmerken
Dit dier heeft een stekelige rugkam en een losse, beschubde huid. Een brughagedis kan met staart ongeveer een lengte bereiken tussen de 40 en 80 cm. Ze hebben een grijsgroen tot geelbruine kleur. De brughagedis heeft een krachtige bouw, met lange poten en een grote kop. Het vrouwtje is bij deze soort meestal groter dan het mannetje.

## Leefwijze
Zijn voedsel bestaat voornamelijk uit insecten, spinnen en wormen. Ze hebben een gravende levenswijze en voelen zich prettig bij 12° Celsius, terwijl andere reptielen rond de 25 °C prefereren.

## Voortplanting
Het legsel bestaat uit maximaal vijftien eieren, die in een hol worden afgezet, dat ze in de grond heeft gegraven. De jongen komen pas na dertien tot vijftien maanden uit. Brughagedissen kunnen meer dan honderd jaar oud worden en zijn pas geslachtsrijp rond hun twintigste levensjaar.

## Verspreiding en habitat
Deze soort is endemisch op enkele eilandjes van Nieuw-Zeeland in bossen met weinig ondergroei. De soort is aangetroffen van zeeniveau tot op een hoogte van ongeveer 722 meter boven zeeniveau.

## Beschermingsstatus
Door de internationale natuurbeschermingsorganisatie IUCN is de beschermingsstatus 'veilig' toegewezen (Least Concern of LC). Het aantal exemplaren in het wild wordt geschat op ongeveer 55.000.